# Nosso Pequeno Castelo
Nosso Pequeno Castelo é uma canção da banda O Teatro Mágico lançada no álbum A Sociedade do Espetáculo, de 2011.

## Videoclipe
O videoclipe da canção foi filmado no ano de 2012, na Praia do Estaleiro, em Ubatumirim-SP. No vídeo, as imagens trazem um ar vintage e alguns recortes da cena, como personagens ao fundo, se movem de acordo com o ritmo da música.
Ele foi um dos 25 videoclipes selecionados para fazer parte da programação do FESTCLIP 2012, em Santa Gertrudes-SP
| “ | "Inicialmente, a câmera se fixa no tripé e se revela fria, se afasta e fica imóvel. A jogada do tecido na lente da câmera é uma metáfora ao 'Anoitecerá'. Então a câmera e as personagens são soltas correm livremente, mas os personagens, no entanto, não alcançam a câmera. (...) Queríamos aquele ar de filme antigo, recuperado. E jogamos uma idéia criativa de efeito com as velocidades variadas de musica e imagem. Funcionou muito bem! Gastamos praticamente um dia inteiro pra gravar." | ” |

### Ficha Técnica
Atores
- Fernando Anitelli
- Ivan Parente
- Danilo Souza
- Willians Marques
- Galldino
- Toicinho
- Wallace Kyoskys
- Andréia Lamego
- Andréa Barbour

Direção
- Huila Gomes
- André Hime

Fotografia
- Leo Grego Produção:
- Pixel Banana

## Prêmios e Indicações
| Ano  | Prêmio                | Indicação                                     | Resultado | Ref.  |
| ---- | --------------------- | --------------------------------------------- | --------- | ----- |
| 2012 | Prêmio Top 100 Brasil | ‘Melhor Clipe de MPB’ (júri popular)          | Venceu    | [ 5 ] |
| 2012 | Prêmio Top 100 Brasil | ‘Melhor Clipe de Pop Nacional’ (júri popular) | Venceu    | [ 5 ] |
| 2012 | VMB 2012              | Hit do Ano                                    | Indicado  | [ 6 ] |

### Outros
1o.lugar no Programa Top 10 MTV